# الباثيت لاو
الباثيت لاو (بالإنجليزية: Pathet Lao)‏ هي تنظيم شيوعي ومنظمة سياسية قاتلت حكومة لاوس الملكية خلال الحرب الأهلية في هذا البلد، وقد بلغت عدد قواته في 1970 ما يقارب 48,000 مقاتل.
تشكلت المنظمة في منتصف القرن العشرين. وفي نهاية المطاف، فازت المجموعة بالسيطرة الكاملة على دولة لاوس في عام 1975، بعد الحرب الأهلية اللاوسية. لطالما كانت جماعة باثيت لاو مرتبطة ارتباطًا وثيقًا بالشيوعيين الفيتناميين وفيتنام الشمالية وتعتمد عليهم منذ تأسيسها، حيث تم تأسيس المجموعة بعد نصيحة من هانوي لإنشاء نظير لاوسي للـفيت مينه لاحقًا فيت كونغ. أثناء الحرب الأهلية، تم تنظيمها وتجهيزها وحتى قيادتها بشكل فعال من قبل الجيش الشعبي الفيتنامي (PAVN). وقد قاتلوا ضد القوات المناهضة للشيوعية في حرب فيتنام. في النهاية، أصبح المصطلح الاسم العام للشيوعيين اللاوسيين. وبأمر من ماو تسي تونج، قدم جيش التحرير الشعبي 115 ألف بندقية، و920 ألف قنبلة يدوية، و170 مليون رصاصة، ودرب أكثر من 700 من ضباطه العسكريين. خلال الستينيات والسبعينيات من القرن الماضي، خاض حزب باتيت لاو معارك ضد الحكومة الملكية اللاوسية خلال الحرب الأهلية اللاوسية، واستولى على شمال وشرق لاوس. استولي حزب باثيت لاو على السلطة في جميع أنحاء البلاد بحلول أوائل عام 1975. وفي ديسمبر، سقطت الحكومة المدعومة من الولايات المتحدة وشكل حزب الشعب الثوري اللاوسي حكومة جديدة.

## التنظيم
أُطلق على الحركة السياسية لحزب باثيت لاو في البداية اسم «حزب الشعب اللاوسي» (1955-1972) ثم "حزب الشعب الثوري اللاوسي" (1972-حتى الآن).
من بين زعماء حزب باثيت لاو الرئيسيين الأمير سوفانوفونج، وكايسون فومفيهان، وفومي فونجفيشيت، ونوهاك فومسافان، وخامتاي سيفاندون.
الجناح السياسي لحزب باثيت لاو، المسمى «الجبهة الوطنية اللاوسية» خدم في حكومات ائتلافية متعددة، بدءًا من عام 1956.